# Totana
Totana é um município da Espanha na província e comunidade autónoma de Múrcia. Tem 288,9 km² de área e em 2021 tinha 32 316 habitantes (densidade: 111,9 hab./km²).

## Demografia
| Variação demográfica do município entre 1991 e 2004 | Variação demográfica do município entre 1991 e 2004 | Variação demográfica do município entre 1991 e 2004 | Variação demográfica do município entre 1991 e 2004 |
| --------------------------------------------------- | --------------------------------------------------- | --------------------------------------------------- | --------------------------------------------------- |
| 1991                                                | 1996                                                | 2001                                                | 2004                                                |
| 20466                                               | 21441                                               | 24657                                               | 26435                                               |

## Património
- La Bastida de Totana - povoação da cultura de El Argar (Idade do Bronze, entre os anos 2200 e 1550 a. C.)